# جوستين بورتيو
جوستين بورتيو (بالإنجليزية: Justin Portillo)‏ (9 سبتمبر 1992 في الولايات المتحدة - ) هو لاعب كرة قدم أمريكي في مركز الوسط. لعب مع تشارلستون بيتري وK–W United FC ‏ وBaton Rouge Capitals ‏ وريدينغ يونايتد إيسي.

## وصلات خارجية
- جوستين بورتيو على موقع الدوري الأمريكي (الإنجليزية)
- جوستين بورتيو على موقع قاعدة بيانات كرة القدم.إي يو (الإنجليزية)